# Popis hrvatskih veleposlanika u Iranu
Republika Hrvatska i Islamska Republika Iran održavaju diplomatske odnose od 18. travnja 1992. Sjedište veleposlanstva je u Teheranu.

## Veleposlanici
Veleposlanstvo Republike Hrvatske u Islamskoj Republici Iran osnovano je odlukom predsjednika Republike od 18. siječnja 1993.
| Veleposlanik     | Postavljenje       | Opoziv              | Sjedište |
| ---------------- | ------------------ | ------------------- | -------- |
| Osman Muftić     | 10. prosinca 1992. | 15. siječnja 1996.  | Teheran  |
| Tomislav Bošnjak | 10. lipnja 1996.   | 31. listopada 2000. | Teheran  |
| Marjan Kombol    | 5. lipnja 2003.    | 30. lipnja 2007.    | Teheran  |
| Esad Prohić      | 20. srpnja 2007.   | 1. listopada 2012.  | Teheran  |
| Stribor Kikerec  | 1. lipnja 2014.    |                     | Teheran  |

## Vanjske poveznice
- Iran na stranici MVEP-a